# 와 자치도

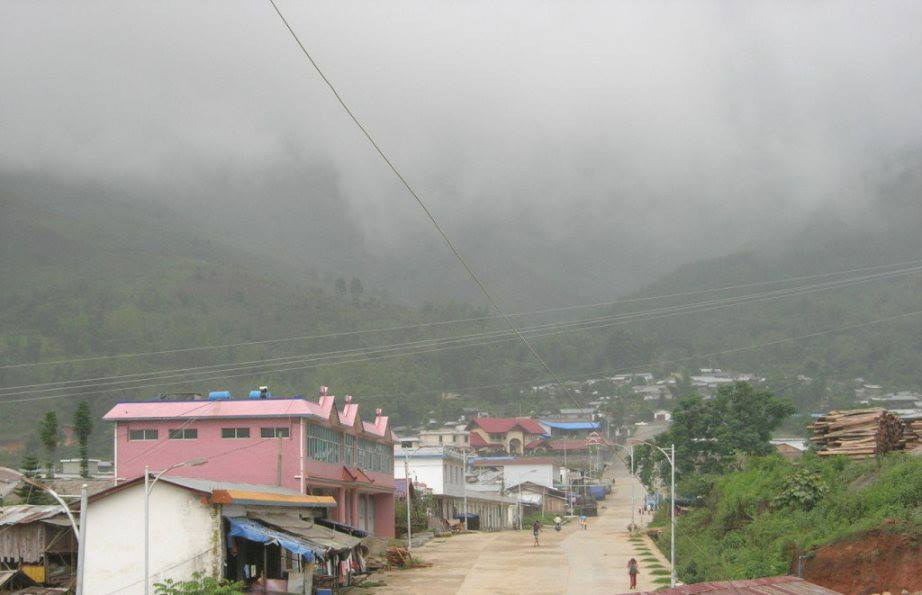

와 자치도(버마어: ဝ ကိုယ်ပိုင်အုပ်ချုပ်ခွင့်ရ တိုင်း 와 꼬바잉아초퀸야 따잉)는 2008년 새 헌법으로 생겨난 미얀마의 행정 구역이다. 샨주 호방군의 호방군현, 마잉마오현, 빤와잉현, 남띠부현, 빤롱부현 매만군의 매만현, 나판현, 빤산현에서 분리되었다. 2008년 8월 20일 칙령으로 행정 구역이 공식 발표되었다.